# Gare de Cannes
La gare de Cannes est une gare ferroviaire française de la ligne de Marseille-Saint-Charles à Vintimille (frontière), située dans le centre-ville de Cannes, commune du département des Alpes-Maritimes, en région Provence-Alpes-Côte d'Azur.
C'est une gare de la Société nationale des chemins de fer français (SNCF), desservie par des trains de grandes lignes (TGV inOui et Ouigo, Intercités de nuit) et des trains régionaux (réseau TER Provence-Alpes-Côte d'Azur).

## Situation ferroviaire
Établie à 6 mètres d'altitude, sous la couverture urbaine (dont la longueur est de 2 087 m), la gare de Cannes est située au point kilométrique (PK) 193,132 de la ligne de Marseille-Saint-Charles à Vintimille (frontière), entre les gares de Cannes-la-Bocca et de Golfe-Juan-Vallauris. Par ailleurs, elle est l'origine du chaînage des PK — en l'occurrence le PK 0,000 — de la ligne de Cannes-la-Bocca à Grasse, bien que les infrastructures de cette dernière ne commencent qu'à la bifurcation jouxtant la gare de Cannes-la-Bocca.
Toutes les circulations ferroviaires de la gare, ainsi que de ses proches environs et de l'ensemble de la ligne de Cannes-la-Bocca à Grasse, sont gérées depuis un poste d'aiguillage installé dans le bâtiment voyageurs.
Elle dispose de deux quais, desservant trois voies : le quai 1-A (central, d'une longueur utile de 472 m pour la voie 1 et de 431 m pour la voie A), et le quai 2 (latéral, d'une longueur utile de 463 m, pour la voie 2 ; jouxtant le bâtiment voyageurs).

## Histoire

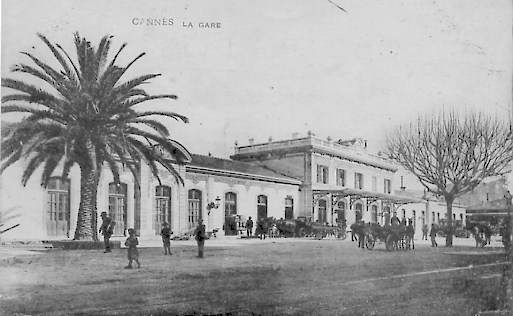
La gare, à la fin du XIXe siècle.

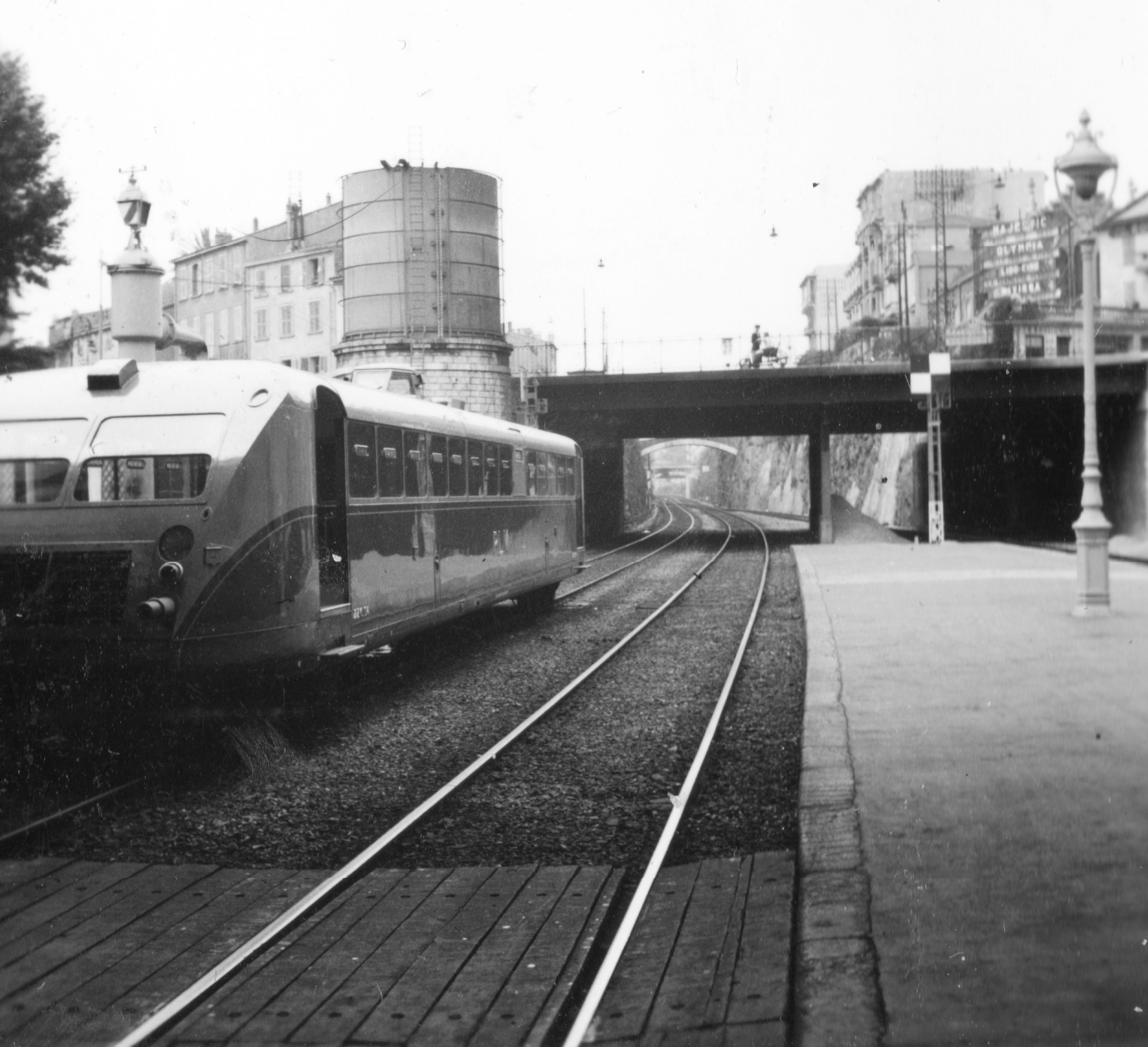
Autorail Bugatti en gare, en 1938.

La gare a été ouverte le 10 avril 1863, quand la section de ligne reliant Les Arcs à Cagnes-sur-Mer est ouverte aux voyageurs. Elle dispose alors d'un bâtiment voyageurs élégant, avec une marquise enjambant les voies.
En 1870, la ligne de Grasse est ouverte. Le dépôt a été déplacé à la Bocca en 1880 (du fait de la croissance du trafic, imposant un allongement des quais), et une gare de marchandises y a été ouverte en 1883. Le bâtiment voyageurs est agrandi en 1928 (par l'adjonction d'une nouvelle salle des pas-perdus devant la façade), pour faire face à l'afflux touristique commencé à la Belle Époque.
Le 6 août 1939, Louis Lumière, président d'honneur du premier Festival international du film (annulé), arrive à Cannes par la gare.
À partir de 1962, la nécessité d'améliorer la circulation automobile dans Cannes a amené la municipalité à réaliser un projet de couverture des voies ferrées, pour y construire une route en 2 × 2 voies (les avenues des Anciens-Combattants-en-Afrique-du-Nord, Bachaga-Saïd-Boualam et, surplombant l'établissement par un tablier métallique, le boulevard de la Première-Division-française-libre). La même année, la construction d'une nouvelle gare a donc commencé. Le bâtiment d'origine a ainsi été remplacé par la structure actuelle en 1975,.
La première desserte de Cannes par un TGV a lieu de 4 avril 1987, sur la liaison Paris – Nice. Par ailleurs, le 16 mai 2006, la gare est le terminus de l'Eurostar venant d'établir le nouveau « record du monde de la plus longue distance parcourue sans arrêt par un train de voyageurs » : la rame TGV TMST 3209/3210, spécialement affrétée pour transporter depuis Londres-Waterloo l'équipe du film The Da Vinci Code (à l'occasion du 59e Festival de Cannes), a parcouru la distance de 1 421 kilomètres en 7 h 25 min,.
En décembre 2007, le Train bleu disparaît, pour être remplacé par un Corail Lunéa limité à Nice ; ce dernier est d'ailleurs supprimé entre le 9 décembre 2017 et le 20 mai 2021. Par ailleurs, la relation saisonnière Lille-Flandres – Nice en train Lunéa a été supprimée le 25 juin 2009, au profit du TGV. Par contre, les liaisons nocturnes Reims – Nice, Nantes – Nice, Irun / Hendaye – Nice, Luxembourg – Nice et Strasbourg – Nice (entre autres) sont respectivement interrompues les 13 décembre 2008, 11 décembre 2010, 14 décembre 2013, 26 juin et 30 septembre 2016, le tout sans substitutions directes ; cependant, un TGV Nancy – Strasbourg – Nice est créé le 9 décembre 2018.
Le 3 octobre 2015, la gare subit une importante inondation (alors que sa rénovation, visant à en faire un pôle d'échanges, s'était en grande partie achevée moins d'un an auparavant,), à la suite des intempéries dans les Alpes-Maritimes : les voies (avec la rame Z 26513/514 restée sur la no 2), les quais et le hall principal sont recouverts d'un mètre d'eau, dévalant depuis les boulevards Carnot et de la République, alimentés par les vallons du Châtaignier et de la Foux. Le trafic ferroviaire est totalement interrompu, en raison des dégâts causés aux installations de sécurité et d'alimentation électrique ; les dernières réparations ont été effectuées après plusieurs mois.
Le 9 décembre 2017, l'Intercités Bordeaux – Nice est supprimé, ce qui impose une correspondance à Marseille pour effectuer le trajet complet. À cette même date, le TGV Lyria Genève – Nice est également supprimé au-delà de Marseille. Le TGV Metz – Nice est à son tour supprimé le 8 décembre 2018. Enfin, le prolongement quotidien d'une relation TGV Paris – Nice a disparu en deux étapes (Vintimille le 8 décembre 2018, puis Menton le 12 décembre 2020).
En 2020, le Thello, reliant Marseille à Milan, est supprimé (d'abord temporairement, puis définitivement en 2021 car les circulations n'ont jamais repris à l'issue des confinements) en raison de la pandémie de Covid-19. Le 12 décembre 2020, le TGV Bruxelles – Nice est supprimé au-delà de Marseille.

## Fréquentation
De 2015 à 2023, selon les estimations de la SNCF, la fréquentation annuelle de la gare s'élève aux nombres indiqués dans le tableau ci-dessous.
| Année                      | 2015      | 2016      | 2017      | 2018      | 2019      | 2020      | 2021      | 2022      | 2023      |
| -------------------------- | --------- | --------- | --------- | --------- | --------- | --------- | --------- | --------- | --------- |
| Voyageurs                  | 3 566 157 | 3 460 278 | 3 853 968 | 3 503 089 | 4 073 099 | 2 289 665 | 3 217 787 | 4 487 177 | 5 392 921 |
| Voyageurs et non voyageurs | 4 402 663 | 4 271 948 | 4 757 986 | 4 324 802 | 5 028 517 | 2 826 747 | 3 972 577 | 5 539 725 | 6 657 928 |

## Service des voyageurs

### Accueil

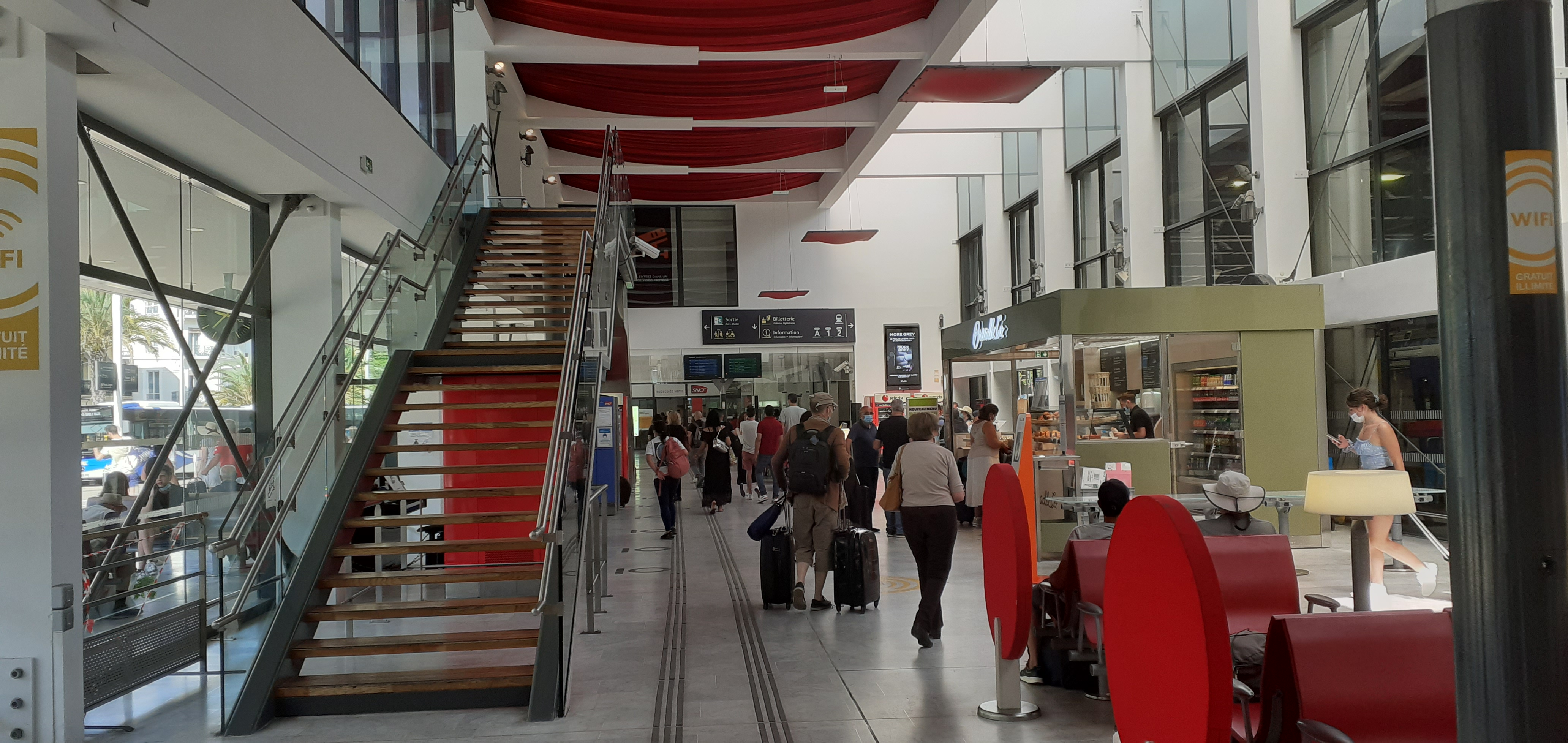
Le hall.

Cannes est une gare de la SNCF, disposant d'un bâtiment voyageurs (avec guichets et divers services pratiques), ouvert tous les jours. Elle est également équipée d'automates pour l'achat de titres de transport.

### Desserte

#### Grandes lignes

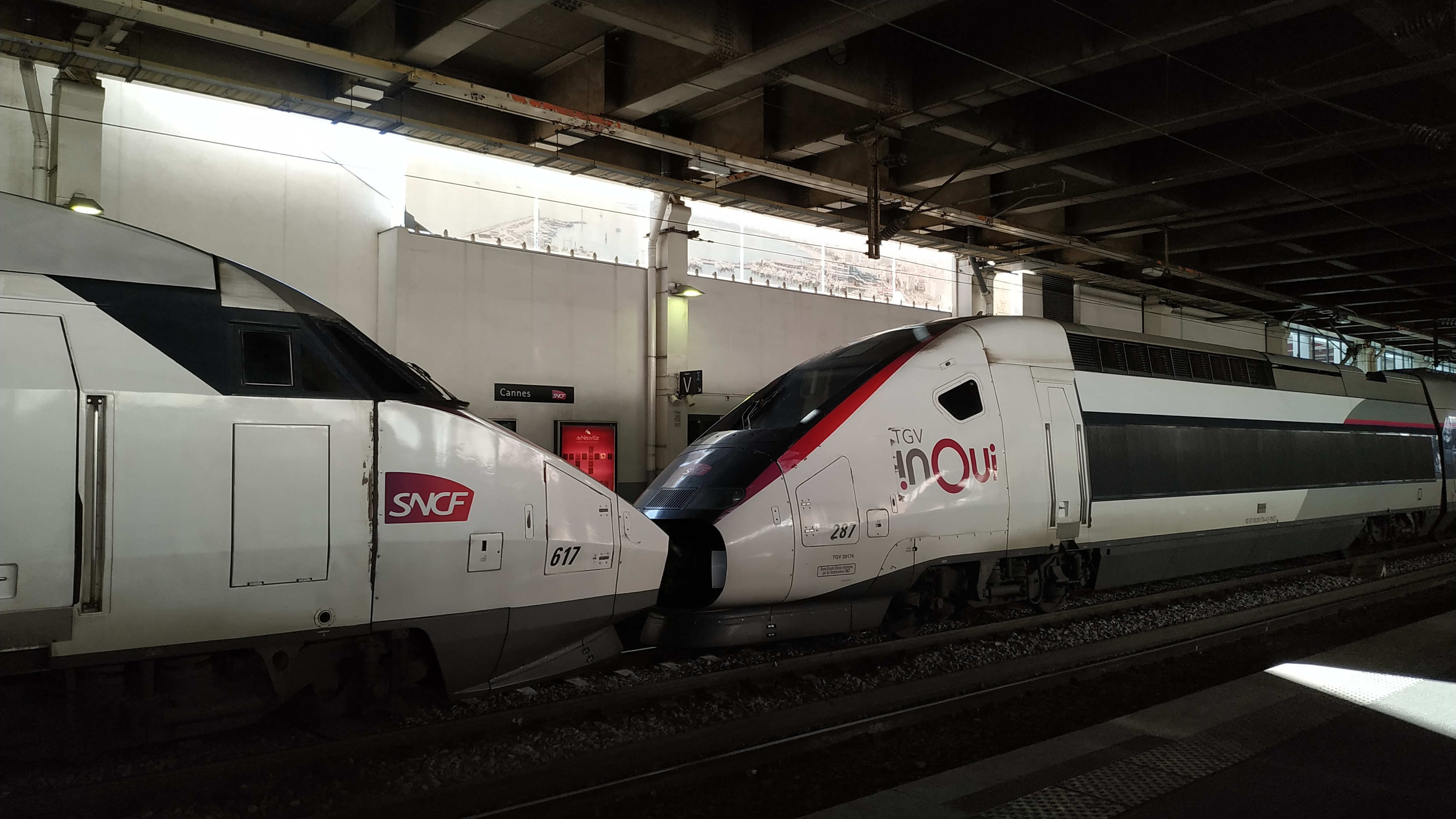
Une UM de rames TGV en gare, effectuant la relation Nice – Paris.

Les trains suivants marquent l'arrêt à Cannes :
- des TGV inOui, qui effectuent des missions entre Paris-Gare-de-Lyon et Nice (à cela s'ajoute le service à bas coûts Ouigo) ;
- d'autres TGV inOui, qui effectuent des liaisons province – province entre Nancy / Strasbourg, ou Lyon, et Nice ;
- des Intercités de nuit, entre Paris-Austerlitz et Nice, via Marseille-Blancarde.

En outre, le luxueux Venice Simplon-Orient-Express dessert Cannes deux fois par an, tout en reliant notamment Paris-Est à Venise-Santa-Lucia.

#### Transport express régional (TER)
Cannes est également l'une des principales gares du réseau TER Provence-Alpes-Côte d'Azur, située sur les axes :
- Marseille-Saint-Charles – Nice (liaisons semi-directes) ;
- Les Arcs – Saint-Raphaël / Grasse – Cannes – Nice – Monaco – Menton – Vintimille (liaisons omnibus, avec terminus partiels dans les principales gares intermédiaires).

### Intermodalité
Un dépose-minute est disponible, en complément d'une station de taxis, d'un parking et d'un abri à vélos sécurisé.
En outre, des arrêts permettent d'effectuer des correspondances avec la plupart des lignes d'autobus du réseau urbain « Palm Bus », ainsi que plusieurs lignes d'autocars du réseau régional « Zou ! ».